# Otilio Ulate Blanco
Pour les articles homonymes, voir Blanco.
Luis Rafael de la Trinidad Otilio Ulate Blanco, né le 25 août 1891 à Alajuela (Costa Rica) et mort le 27 octobre 1973 à San José (Costa Rica), est un journaliste et homme politique costaricien qui a été président du Costa Rica de novembre 1949 à mai 1953 en tant que représentant du Parti d'union nationale.